# Flemming Sørensen (journalist, født 1930)
 Der er flere personer med dette navn, se Flemming Sørensen.
Flemming Sørensen (født 1930, død 2016) var en dansk journalist og tidligere spion for Stasi med dæknavn Flame eller Heinrich. Sammen med agent "Lenz" var han en af Stasis vigtigste folk i Danmark.

## Karriere og spionvirksomhed
Flemming Sørensen var først medlem af Danmarks Kommunistiske Parti, men forlod partiet ved splittelsen i 1958 og fulgte med over i det nye Socialistisk Folkeparti. Han blev hvervet som agent af Hauptverwaltung Aufklärung under Stasi i 1959 og var angiveligt motiveret af sin stærke modstand mod NATO, EF og Forbundsrepublikken Tysklands genoprustning. Den endelige hvervning med underskrivelse af en skriftlig erklæring foregik under Østersø-ugen samme år.
Sørensen arbejdede som Bonn-korrespondent for Jyllands-Posten fra 1963, var i en periode var formand for Den Udenlandske Presseklub og videregav bl.a. oplysninger om det danske og vesttyske forsvar, infiltrerede den danske ambassade i Bonn og den vesttyske ditto i København, gav oplysninger om SF, om danske og vesttyske journalister og politikere og om oppositionsfolk i DDR. Agenten identificerede også egnede hvervningsemner for sine østtyske kontakter. Sørensen lod sig også hverve af en udenlandsk efterretningstjeneste og det danske Forsvarets Efterretningstjeneste (1965-75), men kun for at holde Stasi/HVA orienteret om deres aktiviteter. Han stoppede sit arbejde for østtyskerne i 1979, men i 1982 blev han anholdt af det vesttyske politi og sigtet for spionage til fordel for DDR. Han blev imidlertid frifundet af Oberlandesgericht i Düsseldorf 1983 efter begæring af anklagemyndigheden på grund af bevisets stilling. "Flame"s identitet og aktiviteter blev imidlertid afsløret, da Stasis arkiv blev åbnet efter det kommunistiske regimes sammenbrud 1989, og disse nye oplysninger ville have ført til domfældelse, såfremt de havde været kendt i 1983.

## PET's overvågning af "Flame"
PET kom tidligt på sporet af den danske Stasi-agent. I begyndelse af 1960 anmeldte Flames tidligere kæreste ham til Politiet for at have fortalt hende, at han bedrev spionage til fordel for DDR. Spionagen skulle have bestået i, at han oversatte danske artikler om NATO og Forsvaret til tysk og bragte dem til DDR. Flame skulle også have afsløret over for sin kæreste, at han tilhørte en "spionageorganisation" i København, hvis medlemmer ikke kendte hinanden. Flame blev afhørt, men hævdede, at han havde opdigtet historien for at komme ud af forholdet. Under forhøret blev Flames korrespondance med østtyskere fremlagt, og Flame oplyste, at en af hans bedste venner i DDR var en Karl-Heinz Ahrndt, der var lærer og havde fungeret som tolk for en dansk journalistdelegation (danskeren fortalte ikke, at Ahrndt havde fungeret som talentspejder for Stasi/HVA ved hans hvervning). Ifølge Flame havde han truffet Ahrndt gennem en dansk bekendt, som han havde lært at kende på Land og Folk nogle år tidligere. Flame medgav, at han havde undret sig over sin bekendtes hyppige rejser til DDR, og at man ikke altid kunne stole på, hvad han fortalte. Flame troede dog ikke, at hans bekendte var involveret i ulovlig efterretningsvirksomhed, da han ikke anså ham for at være intelligent nok.
Dermed krydsede PET's efterforskning en anden sag om en dansk Stasi/HVA-agent. PET havde siden 1950 indsamlet oplysninger om Flames bekendte, Karl-Heinz Ahrndt, der var kendt som medlem af DKU, aktiv i Fredens Tilhængere, involveret i et overfald under en strejke og talrige rejser til Østeuropa. I 1958 konstaterede tjenesten, at han optrådte som anmelder ved opstillingen af det nye parti SF. I 1958-59 iværksatte Københavns Politi en efterforskning af formålet med den pågældendes rejseaktivitet, men uden at finde indicier på efterretningsmæssig aktivitet. Under efterforskningen dukkede Flames navn dog op. I 1960 berettede tre vidner samstemmende, at de havde mødt den pågældende i en østtysk optagelseslejr i Fürstenwalde. Et af vidnerne gav desuden udtryk for, at han havde mistanke om, at den pågældende samarbejdede med Stasi.
En hændelse i februar 1962 førte til, at "Flame"-sagen udviklede sig til en af PET's mere betydningsfulde og ressourcekrævende spionagesager i 1960'erne. Den demonstrerede også, at nogle tidligere kommunister i SF løste opgaver for de østlige efterretningstjenester. I 1959 havde en politiassistent deltaget i en turistrejse til Leipzig, hvor han var blevet kontaktet af en østtysk kollega, Erwin Seidel. Østtyskeren havde bedt politiassistenten om at sende ham noget materiale om det danske politi, og han skrev flere gange til ham og inviterede ham til DDR. Danskeren havde imidlertid ikke svaret på henvendelserne. Der var uden tvivl tale om et hvervningsforsøg, for Seidel blev kort efter med stor sandsynlighed identificeret som medarbejder i Stasi/HVA's Hauptabteilung II, der havde Skandinavien som ansvarsområde. Politiassistenten fik også henvendelser fra en anden identificeret Stasi/HVA-medarbejder. I februar 1968 udarbejdede PET en 41-siders rapport om sagen mod de to danskere, men valgte ikke at sigte nogen. Der kan være flere grunde til dette: Forholdet til fremmede magter eller, at PET ikke havde indsamlet beviser nok.
Flemming Sørensen erkendte og fortrød senere flere af sine handlinger offentligt. Efter at danske medier (Ekstra Bladet og Jyllands-Posten) i december 1997 afslørede ham for offentligheden, blev han igen politianmeldt. Denne gang af en vred dansker i februar 1998. Derefter begyndte PET at undersøge sagen, men sagen var forældet.
Flemming Sørensen døde i 2016.